# かんかん橋をわたって
「かんかん橋をわたって」は草野誼による日本の漫画。

## あらすじ
「川南（かーなみ）」から「川東（かわっと）」に嫁いできた主人公・萌はご飯がうまく炊けなかったり、仕込んでいたゆべしをカビさせてしまったりと失敗続きで義姉たちから不評を買っていたが、それらの失敗が尊敬していた姑である不二子が陰で仕組んでいた嫌がらせが原因だったことに気付く。嫁いびりに気付くまで知らなかったが、不二子は「川東いちのおこんじょう（意地の悪い姑）」として悪名高い人物であった。
鬱屈とした気持ちで過ごしていた萌は、ある日、情報通の権藤木さやかから「嫁姑番付」の存在と自分が嫁姑番付4位であることを教えられる。「川東いちのおこんじょう」を姑に持つ萌は川東じゅうの人々から同情され優しくされていたが、自分と同じく嫁姑問題に直面していながら誰にも同情されることなく1人で苦しむ彼女たちの助けになれないかと考え、嫁姑番付に編成される残り9人の嫁に会いに行くことを決意する。

## 登場人物

### 渋沢家
渋沢 萌（しぶさわ もえ）
主人公。川南（かーなみ）から渋沢家に嫁いできた。不二子を尊敬していたが、ある時から不二子の悪意に気付く。嫁姑番付4位。
渋沢 不二子（しぶさわ ふじこ）
萌の姑。表向きは上品で優しいが、裏では「川東いちのおこんじょう」として恐れられている。優れた人心掌握術と扇動力を持ち、周囲の人間を味方につけるのが上手い。
渋沢 早菜男（しぶさわ さなお）
声 ‐ 殿所篤（ボイスコミック）
萌の夫。穏やかで優しいが、後述する「川南説」によって不二子が萌をいびっていることに気付いていない。
渋沢 初子（しぶさわ はつこ）
早菜男の姉。三十路を過ぎているが未婚、無職で渋沢家に居着いている。家事も一切できず萌をいびってばかりいる。

### 権藤木家
権藤木 さやか（ごんどぎ さやか）
どこの家でどんな嫁いびりが行われているのか把握している情報通。息子たちを姑に取り上げられ、部屋も与えられず廊下の端で暮らしている。「自分より不幸な人間が見たい」と公言してはばからない。嫁姑番付5位。
権藤木 犬吉（ごんどぎ いぬきち）、権藤木 猿彦（ごんどぎ さるひこ）
さやかの息子たち。祖母（さやかの姑）からさやかを「お母さん」と呼ぶことを禁止されている。

### 那村家
那村 鮎（なむら あゆ）
山背地区在住。少しでも笑うと姑から因縁をつけられるため常にマスクをつけて不愛想に振る舞っている。嫁姑番付7位。
山背のまむし
本名不明。笑っている人間に「今自分を笑っただろう」と絡んだり、荒れ地を「畑」と主張して「畑」の近くで行われる町内会バザーの妨害をする厄介な人物。川東を毛嫌いしているが山背出身の人間には優しい。

### 向井家
向井 国子（むかい くにこ）
ゴミ同然の不用品を貰い集めてくる姑に国子の思い出の品や嫁入り道具を廃棄するよう強いられていたが、非常に夫を愛しており、嫌がらせを受けても「愛する人のお母さんですもの」と意に介さない様子で今では逆に姑から恐れられている。「ご新造さま」の姪。嫁姑番付6位。
向井 鼠実（むかい ねずみ）
国子の夫。元はトキ子の親衛隊「毛者衆」の一員だったが組織を抜けようとしたために足の骨を折られ、松葉杖を突いている。

### 仁志家
仁志 蕗江（にし ふきえ）
山背から川東の最北端、北ノ口（きたのくち）一帯を支配する仁志家に嫁いできたが、なかなか子供ができないという理由でいびられていた。長身。嫁姑番付2位。
仁志 鹿月（にし かづき）
蕗江の夫。仁志一族宗家の長男だが病弱でいつも床に臥せっている。仁志夫妻の不妊は彼が原因だが、そのせいで妻がいびられていることを気に病んでいる愛妻家。作中で唯一嫁いびりに気付いている夫。

### 市毛家
市毛 トキ子（いちげ ときこ）
市毛家の当主で「ご新造さま」と呼ばれる女性。桃坂町で産まれるすべての男児の名付け親になろうとする。トキ子の命名には必ず動物の名前が含まれ、さやかの息子の犬吉、猿彦、国子の夫・鼠実、蕗江の夫・鹿月も彼女による命名。桃坂町内で絶大な権力を持つトキ子に気に入られれば進学や就職において厚遇を受けられるが、逆らうと迫害されて村八分に遭い日常の買い物すらできなくなってしまう。不二子らと同年代だが、厚化粧と若作りのおかげで若々しい容姿を保っており、姪の向井国子と瓜二つ。今作のラスボス。
市毛 千春（いちげ ちはる）
トキ子の「息子と離婚しろ」という命令に逆らったため追放され、川東で唯一トキ子が干渉できない茅ノ街道（かやのかいどう）の路上で暮らす女性。龍王丸・一狼太とは幼馴染。嫁姑番付1位。
市毛 竜王丸（いちげ りゅうおうまる）
トキ子の息子で児童養護施設「川西吉祥園」の園長。書類上は千春の夫だが、自分は未婚だと思っている。千春や一狼太とは幼馴染で、学生時代は千春を「ちーすけ」と呼んでいた。
市毛 日輪子（いちげ ひわこ）
市毛家先代当主。多くの人々に慕われ、多くの事業を興し不況を救い、「桃坂いちの女傑」と呼ばれた。かんかん橋を架けたのも日輪子である。「市毛家に嫁いでくる嫁は自分と比較されて可哀想だから、何事にも囚われず自分の好きなように振る舞える自由な人物を息子の嫁にしよう」と考えトキ子を市毛家に迎え入れたが、トキ子が市毛家の権力と威光を使って横暴に振る舞い始めたのに気付いたときにはすでに手遅れだった。

### その他
美津井 麗子（みつい れいこ）
たった1人で舅を介護している。舅との関係は良好だが、嫉妬した姑から衣服を鉄塔に結び付けられるという嫌がらせを受けている。嫁姑番付3位。
戸波 茜（となみ あかね）
茜を汚物のように扱う姑からは触れたものを過剰に消毒されたり、一度でも使用したタオルを焼却炉に捨てられるという嫁いびりを受けていることを夫に打ち明けたが、「川南説」によって取り合ってもらえなかった。嫁姑番付10位。
山丈 ちづ（やまじょう ちづ）
息子たちに自分で考えた名前をつけたためトキ子の逆鱗に触れ、山背のきんとき山にあるほとぼり小屋に子供たちと一緒に隠れ住んでいる。馬鹿力。嫁姑番付8位。
与田 まり子（よだ まりこ）
川南で「シャボン玉」というスナックを経営している女性。萌に「早菜男との子供を妊娠している」と告げる。
一狼太（いちろうた）
川西吉祥園の園医。龍王丸や千春とは幼馴染。

## 用語
桃坂町（ももさかまち）
物語の舞台となる町。町を横断するように流れる川とその支流を境に「川東（かわっと）」「川南（かーなみ）」「山背（やませ）」の三つの地区に分かれている。作品タイトルの「かんかん橋」は川東と川南を行き来するための橋のこと。
嫁姑番付（よめしゅうとめばんづけ）
桃坂町内で行われている嫁いびりのひどさをランク付けしたもの。1位から10位まであり、主人公の萌は第4位。
川南説（かーなみせつ）
川東で流布される「川南ではこんなひどい嫁いびりを受けている嫁がいるらしい」という噂。川東の男はなぜか「川東在住である自分の妻が川南の嫁のようにいびられているわけがない」と盲目的に信じ込んでしまい、自分の家庭で行われている嫁いびりに気付かない。
毛者衆（けものしゅう）
トキ子に命名された動物の名前を持つ男たちによる親衛隊。年頃になると強制的に加入させられ脱退は許されないが、忠誠を誓う褒美として半年に一度、とある「儀式」が行われる。

## 書誌情報
1. かんかん橋をわたって（2002年10月18日、集英社） ISBN 978-4087852417
  - 第1話から第9話までが収録されているが以降の刊行はないため、第10話以降は電子書籍での配信のみとなる。